# Love Potion No. 9 – Der Duft der Liebe
Love Potion No. 9 – Der Duft der Liebe ist eine Filmkomödie aus dem Jahr 1992, die in den Vereinigten Staaten produziert wurde. Eine der Hauptrollen spielte Sandra Bullock.
Der Titel und die Grundidee des Films basieren auf dem Song Love Potion No. 9, der erstmals 1959 von The Clovers veröffentlicht wurde und 1964 in einer Version von The Searchers ein großer Erfolg wurde.

## Handlung
Beim Besuch einer alten Wahrsagerin wird dem jungen Biochemiker Paul Matthews auf den Kopf zugesagt, dass er kein Glück bei den Frauen hat. Eine Tinktur, die Love Potion No. 8, soll Abhilfe schaffen: Trinkt er sie verdünnt, wird jede Frau, die seine Stimme hört, ihm verfallen. Paul glaubt das nicht, zuhause schmeißt er die Probe der Wahrsagerin in den Müll. Nachdem jedoch seine Katze davon nascht und alle Kater der Nachbarschaft anlockt, ändert Paul seine Meinung.
Gemeinsam mit der Verhaltensforscherin Diane Farrow macht er einige Experimente, die Wirkung bestätigt sich. Die beiden beschließen, die Tinktur an sich selbst auszuprobieren. Obwohl Paul heimlich in Diane verliebt ist, verabreden sie, die Wirkung nicht aneinander, sondern nur an anderen auszuprobieren. Während das häßliche Entlein Diane sich, beflügelt durch die Wirkung, die sie bald auf attraktive Männer hat, zum strahlenden Schwan entwickelt, begibt sich der verklemmte Paul auf Entdeckungstour in die Freuden des Sex und lockert auf. Nach einer Weile des Ausprobierens und vor allem mit neu gefundenem Selbstbewusstsein finden die beiden jedoch endlich als Paar zueinander, ganz ohne magische Nachhilfe.
Dianes frühere On- und-Off-Beziehung Gary, der sie zuvor nur als Sex-Gespielin benutzt hat, macht den beiden allerdings einen Strich durch die Rechnung. Seinerseits mit der Tinktur ausgestattet, schnappt er Paul die mittlerweile sehr begehrenswerte Diane weg und isoliert sie von ihm. Da Diane unter dem Einfluss der Magie nichts auf Gary kommen lässt, bleibt Paul nichts anderes übrig, als erneut die Wahrsagerin um Rat zu fragen. Diese gibt ihm eine weitere Potion, dieses Mal jene mit der Nummer 9. Von zwei ehemalig Verliebten getrunken, belebt sie die einstige Liebe für immer – jedoch: Wenn einer der beiden nicht geliebt hat, verdammt sie den Liebenden zu ewig unerwiderter Hingabe.
Die Zeit drängt: Als Paul einen Plan entwirft Diane die Potion zu verabreichen, stellt sich heraus, dass ihre Hochzeit mit Gary direkt bevorsteht. Nach einigen tumultartigen Verwicklungen, die die Auflösung der Hochzeitsgesellschaft und eine wilde Jagd hunderter verzauberter Männer durch die Stadt beinhalten, ist es am Ende tatsächlich so, wie die Wahrsagerin es Paul erklärt hat: Nachdem er kurz nach Diane die Love Potion No. 9 aus demselben Glas getrunken hat, sie anschließend geküsst hat und fünf (oder doch sechs) Minuten abgewartet hat, belebt sich die Liebe der beiden neu und sie kommen wieder zusammen.

## Kritiken
Die Redakteure von www.moviesection.de schrieben, der Film sei eine bezaubernde „Komödie“. Sie bemängelten einige Schwächen der Handlung.
Dragan Antulov schrieb am 25. Oktober 2000 auf reviews.imdb.com, der Humor der Komödie sei nicht besonders wirkungsvoll, selbst im Vergleich mit den Teenager-Komödien der 1980er Jahre. Er meinte, die Darsteller hätten sich nicht besonders angestrengt.
Das Lexikon des internationalen Films bezeichnet den Film als „schwerfällige romantische Komödie“.